# Daryl Dixon
Pour les articles homonymes, voir Dixon.
Daryl Dixon est un des personnages principaux de la série télévisée The Walking Dead. Il est interprété par Norman Reedus et doublé en version française par Emmanuel Karsen.
Ce personnage original, populaire auprès des amateurs de l'adaptation, a été créé exclusivement pour la série télévisée, avant de devenir le héros de sa propre série dérivée : The Walking Dead: Daryl Dixon.

## Biographie fictive

### Personnalité
Jeune frère de Merle, c'est un rustre, une tête brûlée efficace mais taciturne, au caractère difficile. Il arrive cependant à se contenir et à coopérer rapidement avec le reste du groupe. Il se révèle alors être un élément indispensable face aux ennemis, rôdeurs ou vivants.
Son arme de prédilection, une arbalète de chasse qu'il manie à la perfection, en fait un excellent tueur : il est précis, silencieux et ses flèches sont réutilisables dans un monde où les munitions sont une denrée rare. Il les récupère d'ailleurs consciencieusement pour les économiser.
Il est également le chasseur attitré du groupe, sachant repérer une piste et traquer les ennemis. Au début de la série, il lutte constamment avec ses propres insécurités.
Il conduit la moto de son frère en son absence depuis le campement d'Atlanta jusqu'à la prison, en passant par l'autoroute et la ferme des Greene. À partir de l'arrivée à Alexandria, il conduit sa propre moto qu'il a entièrement remontée grâce à des pièces détachées mises à disposition par Aaron.
Daryl a un tempérament de feu et il est préférable de ne pas l'énerver : il n'hésite pas à prendre des risques pour les siens et montre un courage inébranlable face au danger, cognant Negan lui-même alors qu'il est blessé et à la merci de ses Sauveurs, et continuant à lui tenir tête malgré les tortures qu'il subit pour être brisé durant sa captivité. Il n'arrive à contenir sa fougue que lorsque c'est vital pour le bien-être des siens.
Derrière ses airs de type endurci et solitaire, Daryl demeure en fait émotionnellement fragile et est réticent (voire effrayé) à l'idée de s'attacher aux autres : ayant l'habitude de garder ses émotions enfouies en lui, il a donc plus de mal que les autres à se remettre d'une perte personnelle, préférant gérer la chose en se refermant sur lui-même (allant parfois jusqu'à se distancier des autres, quand il ne s'isole pas tout simplement).

### Saison 1
Daryl apparaît comme une sorte de plouc survivaliste du camp de survivants d'Atlanta, servant de facto de chasseur pour le groupe.
Au retour du groupe d'expédition avec Rick mais sans son frère, menotté sur un toit de la ville, alors qu'il revient lui-même d'une chasse en forêt, Daryl s'emporte et les oblige à retourner le chercher avec lui, sans succès (bien qu'il piste Merle et est persuadé de sa survie malgré son amputation et sa perte flagrante de sang, sachant qu'il est un dur à cuire comme lui).
Accompagnant le groupe de Rick au départ du camp, il arrive avec eux au CDC d'Atlanta à la fin de la saison, et survit à son explosion.

### Saison 2
Il devient une personne importante et un des membres forts du groupe, devenant le bras droit de Rick à mesure que la confiance en Shane décroît.
S'attachant progressivement à Carol et Andrea, il fait de la recherche de Sophia une affaire personnelle et se montre le plus actif pour la retrouver, allant jusqu'à se blesser grièvement durant l'une des battues en solitaire, subissant alors des hallucinations de Merle qui se moque de lui pour le pousser à réagir, et se faisant blesser par balle au retour à cause d'un tir longue distance d'Andrea, qui le confondait avec un rôdeur.
Après la découverte de Sophia dans la grange, changée en rôdeur et abattue par Rick, il est dégoûté de son sort et se renferme sur lui-même, mais reste toutefois présent pour Carol.
Il s'occupe avec Shane de l'interrogatoire de Randall, qui se fait violemment tabasser.
Quand le groupe, alerté en pleine nuit par les cris de Dale, le retrouve éventré dans un champ par un rôdeur, c'est Daryl qui lui tire dans la tête pour abréger ses souffrances.
La nuit où Shane tue Randall dans les bois et prétend qu'il a fui, Daryl part à sa recherche avec lui, Rick et Glenn. Après l'avoir retrouvé avec ce dernier et avoir achevé un Randall changé en rôdeur, Daryl constate qu'il n'a pas été mordu.
Lors de l'invasion de la ferme par la horde, Daryl sauve Carol poursuivie par les rôdeurs en l'embarquant avec lui sur sa moto.
Durant cette saison, il se met souvent à l’écart pour retrouver Sophia mais il fait véritablement partie du groupe : Rick sait qu'il peut compter sur lui en toutes circonstances, quel que soit le danger.

### Saison 3
Il continue à être l'un des piliers du groupe, participant activement à leur survie à l'extérieur puis au nettoyage de la Prison à leur arrivée. Lors de leur rencontre avec les prisonniers survivants, il aide Rick à les tenir en respect (particulièrement quand ce dernier fend le crâne de leur meneur Tomas, qui a tenté deux fois de suite de tuer Rick par surprise).
Après l'attaque des rôdeurs provoquée par Andrew, l'un des prisonniers qui était supposé mort, et le décès de Lori en accouchant de Judith, Daryl tente sans succès de ramener Rick devenu fou, qui s'enfonce dans les couloirs tout seul en massacrant les rôdeurs qu'il croise, mais trouve par hasard et suit la piste de Carol et T-Dog, présumés morts. Après avoir croisé ce qu'il restait de T-Dog, il retrouve Carol recroquevillée derrière une porte, déshydratée mais saine et sauve, et la ramène en sûreté en la portant dans ses bras.
Il se montre très paternel quand il prend la petite Judith dans ses bras, la faisant cesser de pleurer et la surnommant « Petite dure à cuire ». Il raconte à Carl que lui aussi a perdu sa mère quand il était enfant : elle est morte dans l'incendie accidentel de sa maison provoqué par un mégot de cigarette. Ceci explique le fait qu'il soit débrouillard et peu enclin à montrer ses sentiments, ayant dû se montrer fort et survivre durant la majeure partie de sa vie avec son grand frère Merle.
Dans l'épisode Une vie de souffrance, lors du sauvetage de Glenn et Maggie à Woodbury, Daryl est capturé par les hommes du Gouverneur. Il retrouve alors Andrea que tout le groupe croyait morte à la ferme, mais également Merle, également fait prisonnier en tant que traître par le Gouverneur : les habitants réclamant leur mort, les frères Dixon au centre de l'arène sont forcés de se battre l'un contre l'autre jusqu'à la mort malgré leur réticence. Heureusement, ils sont rapidement sauvés par Rick et le groupe.
Dans l'épisode Le Roi du suicide, le groupe ne voulant accueillir Merle au sein de la prison, Daryl décide de rester avec lui sur les routes. À la suite d'un désaccord sur l'attitude à adopter quand ils sauvent une famille des rôdeurs, et une dispute entre les deux frères, on apprend que leur père les battait tous les deux, bien que Merle ignorait que ce fut le cas pour Daryl : il avait en effet déjà quitté la maison familiale, ce que lui reproche Daryl. Finalement, Daryl se ravise et rentre à la prison suivi par son aîné. Par la force des choses, les frères commencent finalement à résider tous les deux à la prison, où Daryl aide Merle à s'adapter bien qu'ils soient en désaccord sur certains points.
Quand Merle part pour tuer le Gouverneur, Daryl le poursuit mais arrive trop tard sur les lieux : il se retrouve face à Merle, qui s'est changé en rôdeur. En proie à de violents pleurs, il est alors forcé de l'achever, ne pouvant supporter plus longtemps de le voir ainsi. En effet, bien qu'ils aient souvent été en désaccord, les deux frères s'aimaient réellement.

### Saison 4

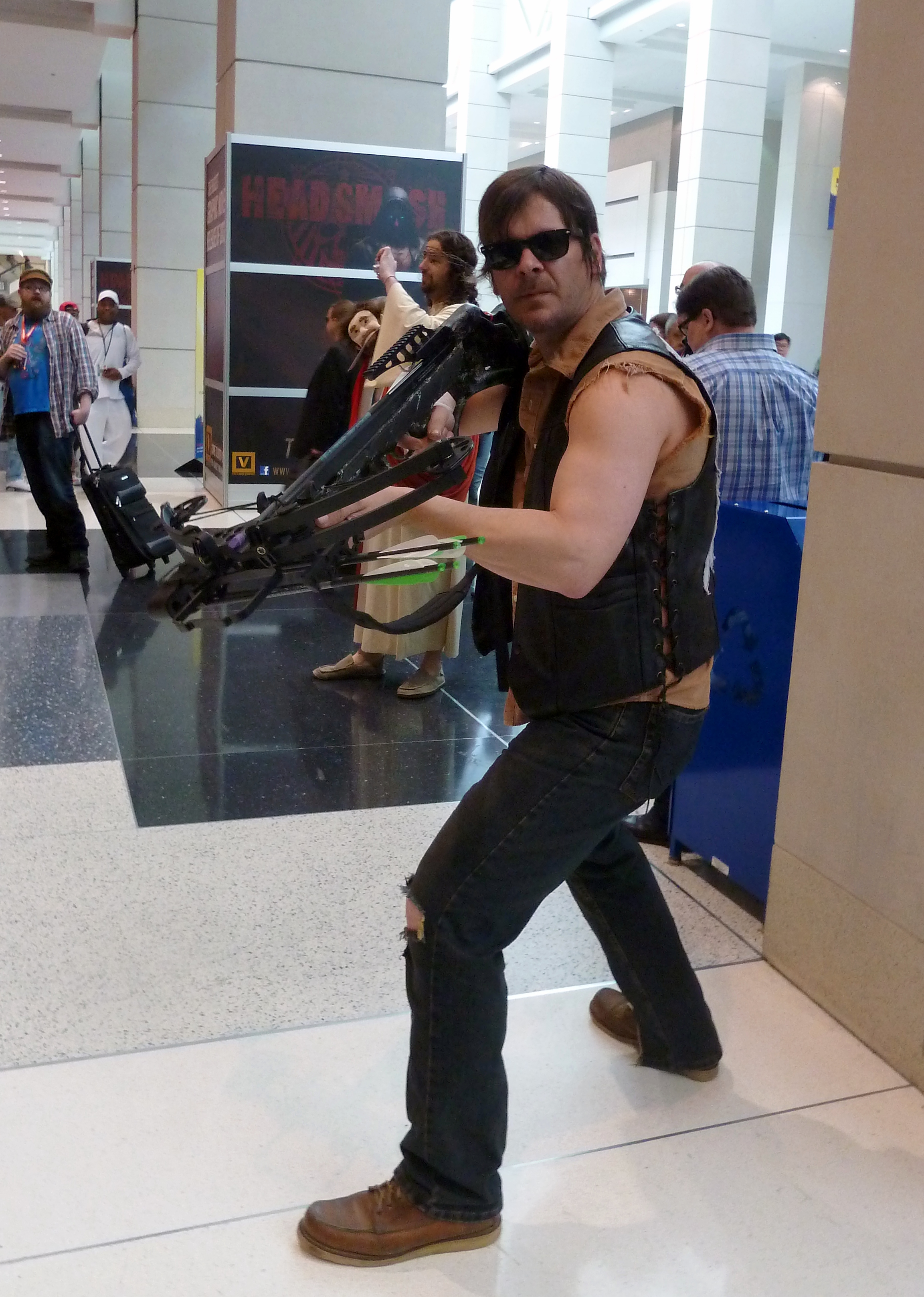
Cosplay amateur de Daryl Dixon.

Daryl fait partie du Conseil de la Prison, créé au retrait temporaire de Rick comme meneur. Il est devenu un membre admiré du groupe (notamment par Zach, le jeune petit ami de Beth qui décède au premier épisode durant une expédition avec lui et Bob Stookey, recueilli avec Glenn sur la route), et même s'il reste le second de Rick, il semble devenu plus important que lui. Il est toujours aussi dévoué au groupe et n'hésite pas à accomplir les pires tâches pour le bien de tous. Il s'est beaucoup rapproché de Carol avec qui il semble pouvoir se montrer vulnérable. Lui qui était autrefois passif est maintenant plus impliqué que jamais dans les missions et affaires à l'intérieur de la prison, et il n'hésite pas à remettre à leur place les membres perturbateurs, par exemple en contenant physiquement la confrontation avec le colossal Tyreese Williams, qui s'emporte contre Rick à la suite de la découverte du meurtre de sa compagne au début de l'épidémie et finit avec le visage tuméfié.
Durant l'épidémie qui frappe la Prison, Daryl ne contracte pas le virus et s'occupe de gérer la situation de l'extérieur de la zone de quarantaine, montant une équipe avec des survivants sains (dont Tyreese et Bob) et partant dans une expédition extrêmement dangereuse pour ramener du nécessaire médical ainsi que des médicaments, devant survivre à la poursuite d'une horde tout entière qui bloque leur véhicule et les encercle. Juste après avoir temporairement échappé aux rôdeurs, Daryl doit aussi recadrer Bob quand il découvre que ses soucis de boisson posent encore problème au groupe, lui jurant de lui casser la figure si au retour, il boit la moindre goutte de la bouteille qu'il a préférée aux médicaments pour les malades.
Lors de l'épisode final mi-saison Désespéré, Daryl apprend la raison qui a poussé Rick à bannir Carol du groupe en son absence et lui en veut. Lors de la chute de la prison provoquée par les hommes du Gouverneur, il parvient à neutraliser le tank de Mitch en lançant une grenade par le canon, puis abat son conducteur d'une flèche. Il fuit la prison avec Beth.
Daryl la protège durant leur séjour dans la forêt et piste à sa demande un groupe de survivants de la prison. Ils trouvent des empreintes d'enfants, peut-être Luc et Molly, mais Daryl ignore s'ils sont en vie. Ils repèrent aussi les traces du groupe de Tyreese. Ils finissent par arriver au bord d'une voie ferrée, celle-là même où Carol, Tyreese, Lizzie, Mika et Judith sont passés quelque temps plus tôt, et découvrent plusieurs rôdeurs dont Christopher et son père en train de dévorer les cadavres de Luc et Molly. Daryl les achève et fait signe à Beth, effondrée, de poursuivre leur route.
Dans l'épisode Parenthèse, il apprend à Beth qu'il a eu une enfance difficile avec un père alcoolique jamais présent et un frère violent et drogué. Daryl commence à montrer des signes de fatigue lorsqu'il rate un écureuil avec son arbalète. Il s'en veut aussi pour la mort de son père Hershel. Au cours d'une halte dans une maison, Daryl et Beth se rapprochent davantage, mais sont ensuite attaqués par des rôdeurs et séparés. Daryl s'occupe d'eux et, rejoignant trop tard Beth sur la route, se rend compte qu'elle vient d'être emmenée (vraisemblablement de force) dans une voiture ornée d'une croix blanche vers une destination inconnue. Il la poursuit plusieurs jours mais finit par perdre sa trace à un croisement. De désespoir, il reste prostré sur le bitume quand arrivent les Chasseurs menés par Joe, qui n'est autre que le groupe que Rick a croisé dans une maison lorsqu'il attendait son fils et Michonne.
Bien qu'accepté par Joe, Daryl est en froid avec Len qui lui cherche des noises à chaque occasion. Len va jusqu'à monter un coup tordu à Daryl durant une étape dans un garage pour l'accuser de vol afin de le faire punir par le groupe, mais Joe qui sait pertinemment que Daryl est innocent, fait tabasser Len à mort après les avoir testé et constaté que Daryl, lui, ne mentait pas. En trouvant son corps le lendemain, Daryl hésite à le recouvrir puis se ravise. Sur les rails, il apprend de Joe qu'ils recherchent un homme identifié par Tony qui a tué l'un des leurs (sans savoir qu'il s'agit de Rick).
Dans le final, Daryl prête main-forte à Rick, Carl et Michonne qui sont maîtrisés par Joe et ses hommes, et se fait tabasser par deux d'entre eux pour cela. Après que leur groupe les a tous tué[Qui ?] et lui assurant qu'il ignorait que les Chasseurs en avaient après eux, Rick confie à Daryl qu'il le considère comme son frère. Ils finissent par atteindre le Terminus, mais se rendent vite compte que c'est un piège en apercevant la montre à gousset de Hershel léguée à Glenn et sa combinaison antiémeute en leur possession. Tentant de s'enfuir avec son groupe, le « type à l'arbalète » finit toutefois enfermé avec eux dans un wagon, où ils retrouvent Glenn, Maggie, Sasha, Bob, Tara, Abraham, Eugene et Rosita.

### Saison 5
Avec les autres membres dans le wagon A, Daryl improvise une arme avec ce qu'ils peuvent trouver pendant l'interrogation à Eugene sur la mission qui concerne l'élaboration d'un vaccin au virus des rôdeurs, puis des personnes du Terminus s'avancent vers eux. Le groupe est prêt à en découdre[Qui ?], le toit s'ouvre néanmoins et une bombe fumigène est jetée à l'intérieur. Daryl est traîné sur le sol jusqu'à la salle d'égorgement avec Rick, Glenn et Bob. Il se retrouve agenouillé au bord d'une mangeoire aux côtés de ses amis, ainsi que de quatre autres prisonniers inconnus. Ces derniers sont assommés à la batte puis égorgés sauvagement, puis le processus est interrompu par Gareth juste avant le tour de Glenn. Gareth interroge Rick puis s'en va en laissant ses complices finir le travail, lorsqu'une explosion retentit. Profitant de la confusion, Rick, Daryl, Glenn et Bob parviennent à se libérer. Ils doivent se battre pour fuir le Terminus et récupérer le reste du groupe. Dehors, ils retrouvent Carol, qui les a aidés en provoquant l'explosion, et Daryl se jette dans ses bras longuement. Celle-ci conduit le groupe à Tyreese et Judith, qui était présumée morte.
Dans l'épisode Étrangers, Daryl et le reste du groupe viennent au secours du père Gabriel Stokes cerné par des rôdeurs, Daryl se moquant brièvement de son prêche sur la situation, et ils prennent son église comme refuge temporaire. Dans la soirée, Daryl rejoint Carol qui préparait une voiture abandonnée, et celle qui a enlevé Beth passe sous leurs yeux. Daryl se lance à leur poursuite, entraînant Carol avec lui.
Dans l'épisode Quatre murs et un toit, à la dernière minute, Daryl, de retour à l'église, sort seul de la forêt. Michonne lui demande où est Carol, et Daryl appelle une personne cachée dans les buissons.
L'épisode Anéanti est centré sur les aventures antérieures de Daryl et Carol à la poursuite de la voiture qui a enlevé Beth jusqu'à Atlanta. Ils passent la nuit dans un refuge pour femmes battues que Carol a fréquenté et dont une pièce close est occupée par une petite famille de rôdeurs. Voyant la peine que ça fait à Carol[pas clair], Daryl se lève avant elle et prend la peine de les achever puis de les incinérer dans une cour intérieure. Durant cette étape, Daryl lui révèle également son passé d'enfant battu, ce qui les rapproche davantage. Ils parcourent ensuite les rues et entrent dans un immeuble pour observer la ville. Grâce à la lunette du fusil de Carol, ils repèrent une camionnette abandonnée sur un pont, à moitié suspendue au-dessus du vide. Elle porte la même croix blanche que la voiture qui avait enlevé Beth, et ils espèrent y trouver des indices. En sortant, ils sont menacés par Noah qui vole leurs armes et couvre sa fuite en libérant des rôdeurs coincés dans des tentes. Ils se rendent ensuite sur le pont où ils ont aperçu la camionnette et la fouillent, vite rejoints et encerclés par un regroupement de rôdeurs. En s'y réfugiant, ils découvrent que la camionnette vient du Grady Memorial Hospital et comprennent que c'est là-bas que se cachent ceux qui ont enlevé Beth. Comme ils ne peuvent fuir et que le véhicule vacille, ils s'attachent et se laissent tomber dans le vide, y réchappant cependant sans trop de casse. En se rendant dans un autre immeuble, ils entendent des coups de feu. Ils se dirigent vers le bruit et retrouvent Noah, qui manque de faire tuer Carol par un rôdeur que Daryl achève. Il le rattrape et le piège tandis que Noah est occupé à bloquer une porte à des rôdeurs, Daryl lui faisant un plaquage et faisant basculer une bibliothèque sur lui. Il récupère les armes et, sur l'insistance de Carol, sauve Noah, qui leur apprend qu'il connaît l'hôpital et que Beth l'a aidé à s'en échapper. Noah suggère de quitter les lieux sur-le-champ avant que la patrouille de l'hôpital ne les repère. Voyant une voiture approcher, ils courent tous les trois vers la sortie mais Carol est renversée par la voiture. Daryl veut lui porter secours, mais Noah le retient et l'avertit que l'hôpital est gardé par de nombreux hommes armés, mais que là-bas, Carol sera soignée. Daryl lui répond que son groupe est armé, lui aussi.
Dans l’épisode final de mi-saison Coda, Daryl suit Rick et les autres à l'hôpital où sont retenues Beth et Carol. Rick a conclu un marché avec les ravisseurs afin que les deux policiers retenus en otage par son groupe (un troisième ayant été exécuté lors de sa tentative de fuite) soient échangés contre Beth et Carol. Le marché se passe bien jusqu’à ce que Dawn demande à récupérer Noah, sachant qu'elle va perdre Beth qui l'avait remplacée. Rick et Beth refusent, mais Noah se dévoue tout de même pour éviter que la situation dégénère. Carol plante alors un ciseau dans l'épaule de Dawn, qui tire instinctivement dans la tête de Beth. Daryl, ivre de rage, l'abat aussitôt à son tour. La situation une fois désamorcée, Daryl porte le corps de Beth jusqu'à l'extérieur, où ils sont rejoints par les groupes de l'église et GREATM, dont Maggie, qui s'effondre en voyant sa sœur. Il paraît avec elle le plus affecté par sa perte.
Dans l'épisode Les Autres, Daryl s'éloigne à plusieurs reprises sous des prétextes pour s'isoler : il pleure en cachette, reste seul à fumer et se brûle même volontairement la main avec sa cigarette. Il trouve quand même fortuitement une grange qui sert d'abri temporaire au groupe pendant la tempête qui s'abat sur eux. Il s’attelle à réparer une boîte à musique trouvée pour consoler Maggie. Durant la nuit, alors que tout le monde dort, il aperçoit par l'entrebâillement un regroupement de rôdeurs qui arrive droit sur eux et se plaque contre les portes pour les empêcher d'entrer, rejoint par les autres qui se réveillent.
Le lendemain, lorsque le groupe qui détient Aaron décide par prudence de se séparer en deux pour le trajet vers sa communauté, Daryl fait partie du groupe qui trouve et sauve Eric Raleigh, le compagnon d'Aaron soigné à la jambe par Maggie. Comme le reste du groupe, Daryl atteint la zone de sûreté d'Alexandria à la fin de l'épisode La Distance.
Au cours d'un entretien filmé "pour la transparence"[Quoi ?] et interrogé par la dirigeante Deanna Monroe comme le reste des meneurs de son groupe, Daryl se montre cependant le moins loquace et peu à l'aise, étant le seul que Deanna n'arrive pas à cerner. Quand Rick envisage un temps face au laxisme et à l'inconscience des habitants, la possibilité de renverser Alexandria, Daryl est dans la confidence avec Carol et se réunit plusieurs fois avec eux en secret.
Mal adapté et distant depuis son arrivée à Alexandria, bagarreur depuis qu'il a plaqué Nicholas au sol pour défendre Glenn, Daryl commence à s'intégrer grâce à Aaron, qui l'accompagne pendant une partie de chasse dans les bois, où ils ont quelques frayeurs en voulant récupérer un cheval errant. Le soir de la fête d'accueil, comme Aaron avait deviné que Daryl finirait par ne pas s'y rendre, il l'invite à rentrer pour dîner avec Eric et lui. Daryl se fait offrir des pièces de moto à remonter après qu'Aaron lui ait proposé de devenir recruteur avec lui à la place d'Eric.
Dans l'épisode final Conquérir, Daryl et Aaron sont sur la trace d'un survivant en coupe-vent rouge (en fait un appât), mais finissent par le perdre. Puis en explorant sans le savoir un repère des Wolves dans un entrepôt piégé, ils finissent tous les deux cernés dans une voiture par des rôdeurs, avec un bref mot d'avertissement expliquant de ne surtout pas rester sur place. Désespérés, Daryl s'allume une cigarette et joue les héros en proposant de les attirer pour qu'Aaron puisse fuir, mais son nouvel équipier refuse de l'abandonner. Ils sont secourus fortuitement par Morgan Jones qui passait par là à la recherche de Rick. Ils le conduisent à Alexandria et arrivent à la réunion des habitants au moment où Rick abat Pete sur ordre de Deanna.

### Saison 6
Daryl fait partie du groupe qui va essayer d'évacuer la horde de rôdeurs amassés dans une carrière près d'Alexandria et qui menacent de se libérer en direction de la communauté. Il persuade Rick de garder Morgan à Alexandria. Mais tandis qu'avec l'aide de Sasha et Abraham, il attire des rôdeurs au loin, un klaxon retentit en provenance d'Alexandria. Daryl poursuit le chemin prévu pour un temps mais lorsqu'il entend des coups de feu, il se sent obligé de faire demi-tour malgré les protestations de Sasha et Abraham. L'appel de Rick au talkie-walkie visant à maintenir à tout prix la horde sur son trajet va le ramener vers Sasha et Abraham.
Toujours sur la route, guidant la horde de rôdeurs loin d'Alexandria, ils atteignent finalement les 20 miles où ils ont prévu de larguer la meute. Ils s'éloignent mais sont rapidement attaqués puis pris en chasse par des véhicules remplis d'hommes en armes. Lors de l'attaque, Daryl est séparé des deux autres mais sème ses poursuivants dans une forêt.
Cependant, à la suite d'une chute lors de l'attaque, la moto de Daryl tombe en panne. Il la pousse à travers une forêt calcinée sans réussir à contacter ses amis à la radio, puis il est assommé, ligoté et dépouillé de ses maigres possessions par trois personnes qui l'emmènent vers leur repaire pour récupérer une des leurs. Ce sont eux qui ont incendié la forêt infestée de rôdeurs au début de l'épidémie. Ils sont amers devant le peu d'entraide que les humains se portent et ne font pas confiance à Daryl. Arrivés près de leur campement, ils cherchent en vain leur amie dans ce lieu occupés par les morts-vivants. La plus jeune fille du groupe, Tina, faisant un malaise, Daryl en profite pour filer avec le sac contenant ses affaires et celles de ses ravisseurs. Il se rend compte que dans le sac se trouve une mallette contenant des doses d'insuline.
Daryl retourne vers le trio pour leur rendre l'insuline quand surgit un dénommé Wade et ses hommes traquant les agresseurs de Daryl. Daryl et le trio parviennent à prendre la fuite en faisant mordre un des hommes de Wade par un rôdeur. Celui-ci lui coupe le bras et fait évacuer toute sa troupe. Alors qu'ils se pensaient sains et saufs, la jeune Tina est tuée en rendant un dernier hommage à ce que tous croyaient être de simples cadavres. Daryl pose les questions rituelles de son groupe et leur propose de venir à Alexandria. Mais ils le braquent avec leur arme et lui volent sa moto et son arbalète.
Daryl repart seul, trouve un des camions ayant servi à incendier la forêt et parvient à rejoindre Sasha et Abraham. Tous ensemble, ils reprennent la route d'Alexandria. Daryl tente de contacter Rick à la radio, mais c'est un appel à l'aide qu'il reçoit.
Daryl, Abraham et Sasha tombent peu après aux mains des premiers Sauveurs avérés, un groupe de motards menés par Bud qui exige leurs possessions, prétendant qu'ils appartiennent maintenant à leur chef Negan. Daryl est emmené à l'arrière du camion et tue l'homme du groupe qui l'accompagnait[pas clair] au prix d'une blessure, prend le lance-roquettes récupéré juste avant leurs retrouvailles[Quand ?] par Abraham et explose leurs ennemis, qui s’apprêtaient à exécuter ce dernier pour l'exemple. Ils regagnent Alexandria juste à temps pour sauver Glenn, acculé contre l'enceinte par les rôdeurs en les distrayant de Maggie, puis Daryl utilise l'essence du camion-citerne et le lance-roquettes pour mettre le feu à l'étendue d'eau au cœur des habitations, afin d'attirer un grand nombre des rôdeurs présents dans Alexandria. Daryl se joint ensuite à Rick et aux habitants pour massacrer ce qu'il reste de rôdeurs durant la nuit. Au matin, alors que Rick est au chevet de Carl et que les proches du groupe patientent, Daryl se fait soigner sa blessure dans la pièce d'à côté.
Daryl participe au voyage vers la Colline et sauve Abraham, qui se faisait étrangler à mort par [Qui ?], puis à l'attaque de l'avant-poste des Sauveurs, durant laquelle il a récupéré sa moto des mains de Primo, qu'ils gardent en otage quand son groupe leur apprend par radio qu'ils ont eux-mêmes pris Maggie et Carol en otage. Mais ses amies, emmenées dans un ancien abattoir, réussissent à se libérer par elles-mêmes et éliminent leurs ravisseurs avant l'arrivée de Daryl et des autres.
De retour à Alexandria, Daryl part avec Rosita et le médecin Denise pour aller chercher des médicaments dans une pharmacie repérée non loin de leur zone. Daryl refuse d'abord que Denise, qui est inexpérimentée à la survie, vienne avec eux, mais finit par céder. Utilisant un vieux camion, leur route est barrée par un arbre tombé sur la route et ils décident de poursuivre à pied. Cependant en désaccord sur le chemin à prendre, Rosita décide de suivre le chemin de fer tandis que Daryl et Denise préfèrent emprunter les bois pour ne pas être repérés. Le petit groupe finit par se rejoindre à la pharmacie et prend la totalité des traitements disponibles. Daryl constate que Denise, qui revient d'une pièce non visitée par Rosita et lui, est visiblement choquée par ce qu'elle a vu. Après moult discussions, on se rend compte que Daryl éprouve de l'attachement pour elle. Finalement tous les trois prennent le chemin de fer pour revenir vers leur camion. Malheureusement, Denise est abattue d'une flèche de l'arbalète de Daryl par Dwight (l'homme du duo qui lui avait volé sa moto et son arbalète dans la forêt calcinée), qui sort des bois bordant les rails avec des hommes et Eugene comme otage, avouant qu'il visait en réalité Daryl. Cependant le petit groupe s'en sort, grâce à l'intervention d'Abraham qui se tenait embusqué et d'Eugene qui crée une diversion en mordant Dwight à l'entrejambe. Daryl récupère son arbalète et plus tard on le voit, extrêmement affecté, enterrer Denise en compagnie de Carol.
Se sentant coupable de la mort de Denise, il part seul à la recherche de Dwight pour se venger. Glenn et Michonne partent à sa poursuite malgré la tentative d'Abraham de les en empêcher. Rosita les accompagne, car elle sait où il se dirige. Ils suivent sa trace jusqu'au chemin de fer où tout avait basculé et trouvent Daryl dans la forêt dans la direction où Dwight et son groupe s'étaient enfuis. Malgré les tentatives de Glenn et Michonne de le raisonner et de le faire rentrer à Alexandria, Daryl part à la recherche de Dwight et Rosita le suit, se sentant elle aussi responsable de la mort de Denise. Sur le chemin du retour, Glenn et Michonne sont encerclés par Dwight et son groupe qui les attachent et les laissent au milieu de la forêt comme appât pour Daryl et Rosita. Ces derniers tombent dans le piège. Dwight surprend alors Daryl par derrière et lui tire une balle dans l'épaule droite.
Dans l'épisode final Dernier jour sur Terre, le groupe de Rick est pris au piège lors du trajet pour emmener Maggie obtenir des soins d'urgence dû à sa grossesse. Les Sauveurs libèrent Daryl d'une camionnette pour qu'il attende à genoux avec son groupe la sentence de Negan.[pas clair] Après un discours sous haute tension et la décision de tuer l'un d'entre eux pour l'exemple, Negan tire celui-ci au sort et sa batte à fils barbelés "Lucille" s'abat sur l'un d'eux...

### Saison 7
Au début du premier épisode, à la suite de la mise à mort d'Abraham, Negan se moque sadiquement des pleurs de Rosita. Ne supportant pas la situation, Daryl s'emporte et frappe Negan au visage, ce qui entraînera comme conséquence l'exécution punitive de Glenn, que Negan tabasse ensuite avec Lucille sous les yeux horrifiés du groupe et de Daryl, responsable de la mort de son ami. Ayant néanmoins impressionné Negan par son geste en la circonstance, il est pris en otage par les Sauveurs et emmené au Sanctuaire, le repère de Negan, afin de priver Rick de son meilleur bras droit et d’empêcher une révolte.
Au Sanctuaire, Dwight est chargé de l'asservir, mais Daryl malgré les mauvais traitements et l'emprisonnement tient tête à Negan. Dwight le nourrit de sandwichs au pâté de chien et passe en boucle la chanson "Easy Street" pour le torturer psychologiquement. Au Sanctuaire, il recevra des conseils inattendus de la part de Sherry qui est prise de remords en le revoyant.
Lors du pillage d'Alexandria, il est présent mais Negan refuse qu'il adresse la parole aux habitants et l'utilise comme porteur. Dwight y récupère la moto de Daryl (ramenée de la forêt par Rosita et Spencer) pour à nouveau tenter de l'asservir à Negan.
Jesus - le contact de la Colline avec Alexandria - rejoint l'endroit où se trouve Daryl en espérant y trouver Negan. Il le récupère au parking à deux-roues tandis que Daryl s'évadait grâce aux indications de Sherry et s’apprête à tuer sauvagement Joey, qui l'a surpris. Ainsi, Daryl récupère le Colt Python de Rick sur le corps du Sauveur et sa moto pour retourner à la Colline avec Jesus.
Lors du final de mi-saison, il apparaît à la Colline quand Rick et le groupe viennent voir Maggie. Ce sont alors des retrouvailles émouvantes pour Daryl, qui a vécu l'enfer à cause de Negan. Il rend alors à Rick son Colt.
Durant l'expédition de Simon et ses hommes à la Colline pour ramener Harlan Carson, leur médecin, et des provisions au Sanctuaire, Daryl est caché dans le cellier avec Maggie. Ils ont une discussion à cœur ouvert sur la mort de Glenn quand l'un des Sauveurs, Roy, s'y rend pour trouver quelque chose à spolier. Daryl tapi dans l'ombre manque de le tuer, néanmoins Roy ne les repère pas et repart vivant avec des légumes.
Daryl part avec Rick, Carl, Michonne, Tara, Rosita, Sasha et Jesus à la rencontre du roi Ezekiel au Royaume. Là-bas, ils retrouvent Morgan, mais ni lui ni le roi ne veulent entrer en guerre contre les Sauveurs. Ezekiel autorise toutefois Daryl à rester au Royaume pour assurer sa sécurité.
Durant sa retraite au Royaume, il se laisse entraîner par Richard dans un plan punitif contre les Sauveurs visant à engager de force le Royaume dans le conflit. Cependant, quand Daryl apprend au dernier moment la présence de Carol et que Richard a l'intention de la tuer afin de motiver Ezekiel à se battre, il tabasse son complice pour l'en dissuader et se désolidarise.
Par la suite, Daryl rejoint son amie à sa maison, et pour la rassurer lui ment sur les événements postérieures à sa fuite, prétendant qu'aucun des leurs n'est mort et que Rick a vaincu les Sauveurs. Après une discussion avec Ezekiel et Morgan, il quitte le Royaume et retourne à la Colline.
Lors de l'épisode final, Daryl se joint à Maggie, Enid et Jesus avec l'armée de la Colline pour sauver Alexandria de Negan aidé de ses hommes et des Scavengers.

### Saison 8
Daryl ne participe pas directement à l'assaut contre le Sanctuaire et reste en retrait avec Carol, Morgan et Tara pour y amener une horde de rôdeurs.
Par la suite, il fait équipe avec Rick pour prendre d'assaut un avant-poste des Sauveurs. Durant l'attaque, Daryl tue furtivement Morales (un ancien survivant du camp d'Atlanta qui était parti de son côté avec sa famille) tandis qu'il tenait Rick en joue après avoir averti les autres Sauveurs. Après l'attaque, ils récupèrent sur les lieux un bébé prénommé Gracie qu'ils confient à Aaron, sur le départ pour tenir Maggie informée à la Colline.
Après, il se dirige avec Rick vers l'avant-poste de Gavin où se trouvent les armes recherchées ; ils poursuivent des Sauveurs rescapés de l'infiltration de Carol qui tentent de rejoindre le Sanctuaire avec les armes, et parviennent à clouer la voiture au bas de la route. Mais Daryl est déterminé à en finir et veut s'écarter du plan, ce qui cause une bagarre avec Rick et la perte des munitions dans l'explosion de la voiture.
Une fois rentré à Alexandria, Daryl recrute Tara pour aller au Sanctuaire afin d'en finir une fois pour toutes avec les Sauveurs. Sur le trajet, il arrive une seconde fois à point nommé pour empêcher la fuite de Sauveurs rescapés d'un assaut (cette fois de Michonne et Rosita) en défonçant leur véhicule au camion-bélier. Le quatuor arrive à proximité du repaire des Sauveurs.
Ils croisent la route de Morgan qui était posté en observation pour le siège. Au fur et à mesure des interrogations sur les éventuelles conséquences de ce qu'ils s'apprêtent à faire, Michonne et Rosita finissent par se désolidariser et repartir de leur côté. Comme à l'origine de leur plan, Daryl et Tara prennent part seuls à l'attaque au camion-bélier qu'ils font écraser sur la façade, provoquant l'intrusion des rôdeurs chez les Sauveurs ainsi que des morts.
Avant l'échappée des Sauveurs du Sanctuaire, il est revenu à Alexandria et constate avec les autres l'arrivée surprise de Negan et de ses hommes dans la soirée. Suivant le plan de Carl, Daryl fait à nouveau équipe avec les trois femmes pour diminuer les rangs des Sauveurs présents en feignant de fuir en camion par la seconde entrée, entraînant avec eux le groupe de Dwight et Laura. Ils leur tendent une embuscade sur une route bordée par les bois, dans laquelle Dwight emmène consciemment ses suiveurs et y participe, ce qui grille sa couverture quand Laura lui tire dessus la première et parvient à réchapper seule du massacre en fuyant. Daryl et les autres emmènent avec eux Dwight, blessé à l'épaule, dans les égouts d'Alexandria où s'est cachée entre-temps sa communauté à l'abri des incendies déclenchés par les hommes de Negan.
Après avoir débattu sur le moment du départ pour la Colline sous les conseils avisés de Dwight, Daryl et les autres décident finalement d'attendre l'évacuation des Sauveurs pour plus de sécurité. Au moment de partir, il prend Judith avec lui en promettant à Carl, mourant lentement mais sûrement de sa morsure de rôdeur et intransportable, de veiller sur elle. Il s'en va donc avec les autres en le laissant en compagnie de Rick et Michonne.
Daryl mène discrètement leur groupe en se faufilant entre les patrouilles de Sauveurs. Lors d'une étape forcée en forêt, il cède dix minutes de repos car le gros de la troupe n'arrive pas à tenir son rythme. Daryl doit également gérer la frustration de Tara qui fait passer son désir de vengeance personnelle contre Dwight avant l'utilité de ce dernier nécessaire au bien du groupe. Pendant leur pause, ils décident selon les indications de Dwight, de passer par le marais pour éviter les Sauveurs : comme il est infesté de rôdeurs, Daryl secondé par Siddiq, Rosita et d'autres membres du groupe le nettoient de ses morts-vivants pour s'assurer un passage sécurisé. Cependant, Tara en a profité pendant ce temps-là pour en faire des siennes avec Dwight, ce qui l'a contraint à rejoindre une patrouille de Sauveurs ignorant sa traîtrise pour les diriger dans une autre direction, afin de les éloigner des Alexandriens. En l'apprenant, Daryl s'emporte contre Tara à cause des risques que son départ entraîne malgré le témoignage de celle-ci et de Rosita sur l'attitude de l'ancien Sauveur, mais se reprend en voyant Judith qui se blottit dans les bras de Tobin. Ils finissent par atteindre indemnes la Colline : accueilli à leur arrivée par Carol, Maggie et Enid, Daryl leur apprend avec difficulté la mort de Carl qui fait s'effondrer la jeune fille en pleurs, consolée par la Veuve.
Quand plus tard, Rick et Michonne sont à leur tour arrivés à la Colline, Daryl le rejoint sur les tombes de Glenn et Abraham et se montre présent pour lui, l'encourageant à lâcher temporairement prise si nécessaire. Rick, bien qu'endeuillé et affecté par la mort de Carl, est au contraire encore plus déterminé à tuer Negan. Il remercie Daryl d'avoir protégé Judith pendant son absence.
Il participe à repousser l'assaut de Simon et ses hommes et sauve Tara, blessée consciemment par Dwight, puis participe durant la nuit à sauver ceux qui peuvent l'être de l'attaque des blessés revenus en rôdeurs, à la suite de la contamination des armes des Sauveurs. Persuadé que Dwight a retourné à nouveau sa veste, Daryl regrette de ne pas l'avoir tout simplement tué quand il le pouvait. Bien que Tara survive à sa blessure le jour suivant contrairement aux autres et est persuadée des bonnes intentions de Dwight, contrairement à elle il n'abandonne pas l'idée de se venger de son ennemi juré.
Durant l'affrontement final, Daryl discute avec Rick, Maggie, Carol, Michonne et Rosita du plan d'attaque ainsi que de la légitimité des indications présumées de Dwight apportées par Gregory. Il tombe avec les siens dans le piège de Negan après avoir décimé le groupe d'embuscade factice et suivit la fausse piste, puis participe au combat contre les Sauveurs : après leur victoire, Daryl constate comme les autres que Rick choisit d'épargner la vie de Negan pour l'emprisonner au lieu de le tuer (contre la volonté de Maggie), et écoute avec eux le monologue de son ami.
Par après, il emmène Dwight en camionnette dans une forêt. Persuadé de ce qui l'attend et satisfait d'avoir pu au moins assister à la chute de Negan, Dwight expie à genoux sa faute, exprime ses remords pour le meurtre de Denise et implore tout de même Daryl : celui-ci lui jette par terre les clefs du véhicule et l'encourage à aller expier ailleurs en retrouvant Sherry, lui interdisant de jamais réapparaître et jurant de le tuer si cela arrivait.
Quand durant le final, Maggie en désaccord sur le choix de Rick d'épargner le meurtrier de son époux, s'entretient avec Jesus dans son bureau à la Colline et dit d'attendre patiemment leur heure en se renforçant (afin de montrer en temps voulu son erreur à son ancien meneur), Daryl est présent à leurs côtés dans l'ombre et s'est joint au complot.

### Saison 9
Un an et demi après la fin des conflits, Daryl dirige à contrecœur le Sanctuaire sur demande de Rick et semble reconnu comme tel par les Sauveurs. Il demande à Eugene, également présent avec lui, de lui faire des rapports réguliers sur des Sauveurs anonymes qui seraient toujours fidèles à Negan et écriraient ponctuellement son cri de ralliement sur les murs. Ne supportant plus sa situation, Daryl laisse sa place de dirigeant à Carol qui se propose spontanément, et intègre la Colline pour aider Maggie. Il sert de bourreau à l'exécution de Gregory, qui est pendu devant les adultes de la communauté pour avoir orchestré une tentative d'assassinat contre Maggie.
Au camp de construction du pont, Daryl attaque Justin après que celui-ci s'en soit pris à Henry pour spolier plus de l'eau rationnée, et ils se font stopper par Rick. Il se dispute avec lui, estimant que les Sauveurs ne sont pas leurs alliés après une attaque imprévue de rôdeurs et l'amputation du bras gauche d'Aaron résultant de l'égoïsme de Jed et de son comparse. Justin, qui devait normalement prévenir de l'arrivée des morts-vivants, prétend à Carol et Daryl qu'il n'avait plus de batterie sur la radio. Daryl ne le croit pas et le tabasse à nouveau, mais se fait une seconde fois arrêter dans son élan.
Les tensions montant au camp, ainsi que la disparition de Sauveurs et la mort clairement provoquée de Justin, enveniment un climat progressif de quasi-guerre civile entre les Sauveurs et le reste des survivants du camp : Daryl soutient ses alliés et menace de mort les Sauveurs avec son arbalète, avant que Rick n'intervienne pour désamorcer la situation. Daryl étant l'un des suspects les plus évidents, ce dernier l'interroge (par souci de bien accomplir sa tâche) sur la mort de Justin, puis ils vont patrouiller. Daryl arrive à temps pour sauver Cyndie, en difficulté contre un des rôdeur infestant une baraque à l'abandon.
Il fait ensuite équipe avec Maggie et découvre que ce sont les femmes d'Oceanside qui font disparaître des Sauveurs en les exécutant à l'endroit même de leur ancien refuge (où ceux-ci avait, à l'époque de Negan, assassiné la majorité des membres masculins de leur communauté). Malgré les supplications d'Arat, qui avait elle-même exécuté (et en y prenant apparemment du plaisir) le jeune frère de Cyndie et dont le tour est sur le point de venir, Daryl et Maggie les laissent faire et décident d'ouvrir les yeux à Rick en exécutant leur projet de tuer Negan, enfermé dans sa cellule à Alexandria.
En ce sens, Daryl aide Maggie, qui est en chemin vers la zone de sûreté, en retenant de son côté Rick, proposant de l'emmener en moto pour gagner du temps lorsqu'il apprend son voyage vers Alexandria (et dont il saisit pertinemment les motivations) et lui en faisant en réalité perdre en l'emmenant sciemment dans une mauvaise direction. Quand Rick le comprend, il fait s'arrêter la moto et s'expliquer Daryl, amenant les deux frères à se battre à nouveau : dans la confusion, ils dévalent et atterrissent dans une profonde fosse naturelle. En tentant de s'en extirper avec des racines tout en se défendant des rôdeurs venant tour à tour s'y jeter, les deux frères se disent leurs quatre vérités sur leurs désaccords (notamment l'obsession de Rick à vouloir rallier toutes les communautés envers et contre tout, quitte à perdre certaines choses de vue), et finissent par se réconcilier la surface atteinte. Alors qu'ils aperçoivent l'arrivée d'une horde qui avance en direction de la Colline, Rick se dévoue malgré le désaccord de Daryl à éloigner les rôdeurs de son côté pendant que Daryl part prévenir les autres au camp.
Il le retrouve près du pont avec les autres et le sauve temporairement en abattant à longue distance les rôdeurs qui s'approche de lui, mais assiste impuissant à son sacrifice, Rick faisant exploser le pont avec les rôdeurs et étant considéré sans équivoque par son frère et les autres comme mort dans ladite explosion.
Daryl recherche le corps de Rick dans les premiers mois de sa disparition avec Michonne, allant jusqu'à la mer, mais celui-ci refuse d'abandonner pour rentrer à Alexandria. Une Michonne enceinte de 8 mois vient le trouver pour l'aider à retrouver Judith et les autres enfants de la communauté enlevés par une vieille amie d'école. Les deux retrouvent le groupe dans une école où ils sont attaqués, capturés et marqués au fer rouge. Daryl arrive à se libérer et libère Michonne, les deux se séparent. Daryl rejoint Michonne dehors qui tente d’apaiser un enfant quand celui-ci s'enfuit. Le duo ramène Judith et les autres enfants à Alexandria.
Six ans après, Daryl réapparaît alors qu'il semble vivre plus que jamais une vie de reclus, chassant et campant en forêt. Durant le voyage de la Reine Carol avec le prince Henry vers la Colline, son amie fait un détour à la surprise de son fils pour l'emmener en chemin, sachant spontanément où le récupérer.
Carol avertit Henry des multiples pièges disséminés aux alentours, et Daryl fait la cuisine pour ses invités au camp qu'il occupe en compagnie d'un berger belge malinois nommé sobrement « Clebs » (« Dog » en VO) et qui garde les lieux, lui rapportant régulièrement des restes de rôdeur. Carol lui demande s'il cherche toujours le corps de Rick, et Daryl répond qu'il n'a jamais été retrouvé. Il refuse dans un premier temps de devenir le chaperon d'Henry à la Colline. Mais après le sauvetage des rôdeurs de son chien pris dans l'un de ses propres pièges durant la nuit (sous l’œil discret de Carol qui observe leur interaction tout en se préparant à réagir), Daryl a une conversation au camp avec le jeune homme (légèrement blessé en surveillant les arrières de Daryl avec son bâton) qui lui apprend à quel point il manque à sa mère et lui fait promettre de garder l'incident pour eux. Le lendemain, Daryl accepte de veiller sur Henry et de rejoindre la communauté avec eux. Arrivés sur place, Tara et Jesus informent que Rosita a été recueillie à l'infirmerie et qu'Eugene a disparu. Après leurs retrouvailles, Daryl enfourche sa moto et part avec Aaron (à sa demande) et Jesus à la recherche d'Eugene, précédés par « Clebs ».
Daryl, Jesus et Aaron surveillent une horde qui agit bizarrement. Daryl utilise un réveil pour détourner la horde. Le trio finit par retrouver Eugène qui les informe paniqué que les rôdeurs évoluent. Daryl et Clebs restent en retrait pendant que Aaron et Jesus emmènent jusqu'à la Colline. Il assiste à la horde qui ignore l'appât de Daryl et chuchote. Le groupe se retrouve piégé dans un cimetière rejoint par Michonne, Magma et Yumiko. Daryl découvre que les rôdeurs n'évoluent pas mais que ce sont des humains qui se cachent derrière des masques.
Le groupe réussit à fuir du cimetière. Sur le chemin vers la Colline. Daryl s'excuse auprès de Michonne de n'avoir jamais retrouvé le corps de Rick. Le groupe décide d'éliminer le groupe de rôdeurs pour déterminer s'il s'agit de vrai ou de faux rôdeurs. Daryl démasque une gamine apeurée qui supplie de l'épargner. Ils décident de l'emmener à la Colline. Michonne demande à Daryl de rester auprès de Tara pour l'aider à gérer la Colline. Daryl tente d'interroger la prisonnière sans succès et ordonne à Henry de se taire. Le plan fonctionne. La prisonnière révèle son nom, Lydia.
Daryl, Tara et d'autres espionnent la conversation entre Henry et Lydia. Daryl intervient et emmène Henry pour le sermonner quand ce dernier parle du Royaume. Daryl reconnait en Lydia une enfant battue quand celle-ci tente de l'attaquer. Il surveille la sortie nocturne d'Henry et Lydia. Lydia avoue que sa mère ne viendra jamais la chercher et révèle l'emplacement d'un camp. Il est prévenu par Tara qu'un groupe est à l'extérieur. Alpha réclame sa fille.
Alpha réclame sa fille et promet qu'il n'y'aura aucun conflit. Daryl refuse de rendre Lydia à cause du mauvais traitement de sa mère. Il va parlementer avec elle et la menace qu'ils ont de quoi les abattre. Alpha lui montre qu'Alden et Luke sont toujours en vie. Il se montre choqué quand Alpha ordonne à une mère d'abandonner son bébé car il pleurait et attiré des rôdeurs. Daryl fait demi-tour pour libérer Lydia mais Henry l'a libéré. Aidé de Clebs, Tara, Magma, Enid et Yumiko. Daryl sauve Connie dans le champ. Enid ramène Henry et Lydia. Daryl remet Lydia à sa mère qui la gifle et l'emmène libérant Alden et Luke. Le soir Daryl est informé que Henry a fugué pour retrouver Lydia. Il part a sa recherche avec Connie et Clebs.
Daryl et Connie retrouve la trace d'Henry grâce à son baton. Il regarde de loin une horde se diriger vers la forêt. Ils se déguisent en chuchoteurs et attire la horde au camp. Daryl et Connie retrouve Henry mais celui-ci refuse de partir sans Lydia. Ils finissent par quitter le camp tous les quatre.
Daryl refuse d'emmener Lydia parce qu'elle mettrait la Colline en danger. Henry propose de fuir seul avec elle mais Daryl refuse. Connie les emmène dans un immeuble où son groupe avait une planque. Daryl les suit à contrecœur. Devant l'immeuble, il prépare une stratégie mais Lydia lui dit que sa mère enverra Beta et non une armée. Daryl prévoit de tuer Beta. Dans l'immeuble, il enferme Lydia et Clebs pour que ce dernier la protège. Daryl tue les chuchoteurs et se retrouve attaqué par Beta qui veut récupérer Lydia. Après une longue lutte, Daryl finit par tendre un piège à Beta et à le faire tomber dans la cage d'ascenseur. Il rejoint Connie, Henry et Lydia. Il décide de garder Lydia et le groupe part vers Alexandria pour soigner Henry.
Daryl amène Henry, Connie et Lydia à Alexandria où Michonne les accueille. Daryl s'excuse de les mettre en danger. Il parle avec Judith de ce que ferait Rick. Daryl décide de rallier le Royaume pour prévenir Carol, il dit au revoir à Judith de loin et dit à Michonne qu'elle lui en veut et lui demande de lui dire la vérité, cette dernière refuse ne voulant pas la traumatiser. Le lendemain, Michonne et Judith les rejoignent pour les emmener au Royaume.
Le groupe arrive au Royaume où ils sont chaleureusement accueillis par Carol et Ezekiel. Il participe à la réunion des chefs où ces derniers acceptent de collaborer pour protéger la Colline. Avant de partir, Ezekiel aimerait que Daryl considère le Royaume comme chez lui, il part avec Carol, Michonne et le groupe vers la Colline. Ils rejoignent les maraudeurs qui ont trouvé un groupe mort venant de la Colline. Daryl, Carol, Michonne et Yumiko partent enquêter. Ils se retrouvent encerclé par des rôdeurs suivi de chuchoteurs soutenus par Beta. Alpha finit par arriver et emmène Daryl. Elle lui montre une énorme horde contrôlée par son groupe qu'elle dirigera vers les communautés si ceux-ci passent la frontière. Il rejoint Carol, Michonne et Yumiko. Ils retrouvent Siddiq qui les emmène à la frontière tracée par Alpha contenant les têtes de Ozzy, Highwayman, DJ, Frankie, Tammy, Rodney, Addy, Enid, Tara et Henry. Il tente d'empêcher Carol de voir Henry. Plus tard, il vient avec Lydia sur le pic d'Henry pour que celle-ci dépose une son collier d'une pièce de la Colline.
Daryl fait partie de l'expédition du Royaume vers la Colline. Il protège Lydia face à Alden qui lui reproche les morts de la Colline. Carol lui avoue que quand elle la regarde, elle voit Henry. Daryl lui rappelle indirectement que c'est sa faute. Plus tard, Ezekiel l'interroge sur ses projets et lui dit qu'il ne veut pas de lui à la Colline. Carol lui demande s'il s'est passé quelque chose, Daryl dément. Le groupe se réfugie au Sanctuaire pour se protéger de la tempête de neige. Michonne suggère de passer par le territoire d'Alpha. Le groupe arrive finalement à la Colline. Il dit à Lydia de se reposer pour le voyage vers Alexandria. Le lendemain, il arrive à Alexandria avec Lydia, Michonne, Carol et Aaron où Judith et RJ les accueillent. Le groupe commence une bataille de boules de neige.

### Saison 10
Daryl fait partie du groupe d'entraînement des quatre communautés s'entraînant sur la plage. Après l'entraînement, il parle avec Michonne du retour de Carol. Il accueille Carol et part chasser avec elle. Il refuse qu'elle rentre dans le territoire des chuchoteurs quand la biche qu'elle a tuée s'y trouve. Carol envisage de repartir, Daryl veut l'accompagner, ils parlent de partir vers l'Ouest. Le duo rejoint Oceanside quand un satellite s'écrase dans le territoire des chuchoteurs et menace de détruire Oceanside par le feu. Il fait partie du groupe repoussant la horde. Après avoir réussi à éteindre l'incendie et à repousser la horde, Daryl amène Carol à l'endroit où les chuchoteurs contrôlaient leur horde, qui ne s'y trouve plus. Alpha sort du bois et voit Carol et les deux femmes se lancer un regard de vengeance.
Il accompagne Carol et d’autres personnages dans le territoire des chuchoteurs afin de trouver leur horde avant que Carol aperçoive Alpha et décide de se lancer à sa poursuite. Après quoi ils se retrouvent tous dans une mine où se trouve la horde. Ils parviennent à s’en sortir mais pas au complet, en effet deux personnages se sont retrouvés coincés dans la mine. On apprendra plus tard qu’ils ont bien survécu.
Il prend part au combat face aux chuchoteurs à La Colline qui sera ce soir-là mise à sac.
Plus tard, il croise Negan qu’il croit passé dans le camp des chuchoteurs. Alors qu’il allait probablement le tuer, plusieurs chuchoteurs font leur apparition et, se rendant compte que Negan a tué Alpha, ils décident de le proclamer chef. Negan profite de la situation pour détourner l’attention des chuchoteurs et sauve Daryl en tirant sur l’un d’entre eux.
Plus tard, il sauve à son tour Negan, lequel était alors à la merci de Bêta, en blessant mortellement Bêta.
Avec le retour de Maggie, Daryl part avec celle-ci retrouver son groupe et Hershel où ils affrontent les faucheurs responsables de la destruction de la dernière communauté de Maggie. Retrouvé, le groupe retourne à Alexandria pour reconstruire. Daryl et Carol collaborent difficilement ensemble à la recherche de vivres et finissent par se séparer. Daryl se remémore les mois suivants la disparition de Rick et de la rencontre avec Leah et de son chien que Daryl adoptera. Malgré leur relation compliquée, Daryl et Carol décident d'emmener Negan dans la cabane de Leah pour que Maggie ne le tue pas. Daryl repère une base militaire et le groupe décide de s'y rendre quand Negan revient à Alexandria, ne voulant pas se laisser faire par Maggie.

### Saison 11
Daryl fait partie du groupe récupérant des fournitures à la base militaire. Après être de retour à Alexandria et constaté que les ressources apportées ne dureront qu'une semaine, il fait partie du groupe qui accompagne Maggie à l'ancienne communauté de cette dernière. Sur le chemin, ils sont attaqués par un groupe ennemi les faucheurs, responsable du massacre de la communauté de Maggie. Dans ce groupe, Daryl retrouve Leah et lui ment ainsi qu'à son groupe pour les infiltrer et aider Maggie à reprendre le contrôle. Observant une horde tournant en rond autour de la communauté, Daryl comprend qu'il s'agit de Maggie et Negan et les aide à s'infiltrer dans le camp. Maggie, Negan, Elijah et Gabriel reprennent le contrôle du camp et Maggie et Daryl acceptent de laisser Leah et son groupe partir mais Maggie remplie de colère après le massacre des faucheurs, tue les derniers faucheurs et blesse Leah. Daryl en colère laisse partir Leah et lui dit de ne jamais revenir ou il la tuera lui-même. De retour à Alexandria, la ville est abordée par un groupe de soldats amené par Eugene et dirigé par Lance Hornsby qui leur propose une nouvelle option. Les murs d'Alexandria étant toujours fragiles, Daryl accepte de déménager au Commonwealth pour Judith et RJ Grimes.
Un mois plus tard, Daryl s'habitue au Commonwealth et devient l'un des soldats de la communauté aux côtés de Rosita. Daryl gagne le respect du général Mercer en arrêtant et remettant un manifestant au fils de Pamela Milton. Daryl fait partie de la garde de Pamela Milton qui visite Alexandria et la Colline, bien qu'Alexandria accepte l'aide du Commonwealth, Maggie la refuse pour la Colline. Daryl et Rosita sont embauchés contre leur gré par Sebastian Milton pour récupérer un sac d'argent dans une maison entourée d'une horde. Trouvant une survivante abandonnée par Sebastian, le trio est retrouvé par Carol et Mercer. Retournant dans le Commonwealth, Mercer tue les soldats obéissant à Sebastian et ordonne à Daryl et Rosita de remettre l'argent à Sebastian. Un groupe de soldat tués et leur marchandise ayant été volée attire l'attention de Lance qui soupçonne Maggie de l'attaque et emploie Daryl pour retrouver l'auteur. Mais Lance tourmente Hershel provoquant une réaction immédiate de Maggie et Daryl ou Lance abandonne finalement la fouille de la Colline. Daryl decide avec Aaron et Gabriel de trahir le Commonwealth préférant massacrer des innocents. Dans une décharge à la recherche d'un groupe ayant attaqué les soldats, Daryl, Aaron et Gabriel sont pris pour cible par le Commonwealth, Daryl comprenant que Maggie est la cible la retrouve en plein combat contre Leah ou Daryl la tue puis tire une balle dans la joue de Lance et le duo s'enfuit. Réuni, Daryl, Maggie, Aaron et Gabriel se dirigent vers le Commonwealth libérer leur groupe.
Aux portes du Commonwealth, Daryl, Maggie, Aaron et Gabriel sont rejoints par Negan et Annie. Daryl suggère de faire rentrer Negan au Commonwealth pour trouver Carol. Provoquant une diversion, le plan réussit. Se cachant de soldats, Maggie s'excuse pour Leah mais Daryl répond que Glenn aurait voulu qu'il la protège. Dans les égouts, le groupe attire Lance et le capture mais entre-temps Carol a passé un marché avec Pamela pour lui permettre de protéger son fils, Pamela et Mercer récupèrent Lance mais pas avant que Daryl lui plante un couteau dans les mains. Pamela permet au Alexandrin de quitter ou de rester volontairement le Commonwealth. Judith ne veut pas partir et veut rester aider le Commonwealth en mentionnant que Rick et Michonne le ferait mais Daryl refuse. Pendant la fête, des rôdeurs s'en prennent aux citoyens, Daryl le traître et Judith aident la communauté et assiste à la mort de Sebastian. Avec la mort de Sebastian, le groupe est kidnappé par Pamela et Daryl est sauvé par Carol. Le duo fait évader Lance de prison pour qu'il les emmène au groupe, Séparé de Carol et Lance, Daryl arrive à les retrouver en les sauvant d'un groupe de soldats. Peu après, Carol la traitre tue Lance quand ce dernier s'apprête à les tuer. Sur le chemin pour suivre le train du Commonwealth, Daryl et Carol retrouvent Maggie, Rosita et Gabriel qui se sont échappés de leur transport. Le groupe attaque le train et libère Connie. Le groupe découvre que les prisonniers sont envoyés à Alexandria. Observant les prisonniers, le groupe met au point un plan pour s'introduire dans la communauté, Daryl et Connie passe par les égouts et avec la révolte des prisonniers menés par Negan et Ezekiel reprennent Alexandria. Le groupe repart vers le Commonwealth stopper Pamela, Daryl refuse dans un premier temps que Judith se joigne à eux mais Carol arrive à le convaincre. Dans le Commonwealth, le groupe est coincé dans le bâtiment principal et Judith est blessée en sauvant Maggie la traître. Ezekiel et Daryl arrive à provoquer une diversion provoquant la fuite du groupe dans les rues. Encerclé dans les rues par les soldats et une horde, Carol et les autres créent un passage pour permettre à Daryl d'amener Judith à l'hôpital. Dans l'hôpital, Daryl donne son sang à Carol pendant qu'elle dirige la défense de l'hôpital, le groupe amène Judith à Tomi qui arrive à la soigner. Judith révèle à Daryl et Carol la survie de Rick et que Michonne est partie pour le ramener. Le groupe en plus de Mercer et de ses troupes encercle les dernières forces de Pamela dans sa demeure qui accepte de se rendre, Mercer l'arrête et le groupe s'allie au Commonwealth pour détruire la horde. Après leur victoire, Daryl reste au Commonwealth avec Judith et RJ tout en aidant à finir la reconstruction d'Alexandria et de la Colline. Un an plus tard, Maggie parle avec Daryl et Carol d'élargir leurs horizons. Daryl décide de partir explorer le pays et de rechercher des informations sur Rick et Michonne tout en promettant à Judith et RJ de leur ramener leurs parents.

#### The Walking Dead: Daryl Dixon
En parcourant le pays à la recherche de Rick et Michonne, Daryl se retrouve dans le Maine où il travaille pour le groupe local pour récolter de l'essence. Il arrive à joindre Carol lui disant qu'il sera de retour au Commonwealth dans une semaine. Sur place, il aide un adolescent à accomplir ses tâches et le voit mort le lendemain transformé en rodeur. Il attaque l'homme l'ayant tué et se fait arrêter et conduire sur un navire. Prisonniers, Daryl et son compagnon montent un plan pour s'enfuir, libérant les rôdeurs à bord, Daryl affronte un variant rapide et arrive à sauter du bateau avant son explosion.